# Krebsversicherung
Eine Krebsversicherung ist eine Individualversicherung (Privatversicherung), die der versicherten Person bei entsprechender Krebsdiagnose die vereinbarte Versicherungssumme auszahlt. Sie ähnelt einer Dread-Disease-Versicherung und dient meist dazu, die Folgen einer Krebserkrankung finanziell abzumildern. Die Versicherungssumme wird häufig für ergänzende Krebstherapien oder den Einkommensverlust verwendet. Nicht alle Produkt decken alle Krebsarten und leisten zum Teil erst bei bestimmten Schwergeraden der Erkrankung.

## Funktionsweise
Der Versicherungskunde bezahlt während der Versicherungsdauer den vereinbarten Beitrag und erhält bei entsprechender Krebsdiagnose eine Einmalzahlung vom Versicherer. In der Regel ist die Auszahlung nicht zweckgebunden.
Die Höhe des monatlichen Versicherungsbeitrags richtet sich in der Regel nach:
- Gesundheitsprüfung (z. B. Krankengeschichte, Raucherstatus etc.) und
- den konkreten Versicherungsdetails (z. B. Versicherungsdauer, Versicherungssumme etc.).

Meist haben Krebsversicherungen eine Wartezeit von 6 bis 12 Monaten ab Versicherungsbeginn.
Mit dem ausbezahlten Geld soll es dem Betroffenen erleichtert werden, die höheren Kosten durch die Krebserkrankung abzumildern. Oft wird der zusätzliche Aufwand bzw. die finanziellen Folgen unterschätzt.
Durch die verminderte Leistungsfähigkeit (z. B. durch die Chemotherapie) kommt es in vielen Fällen zu einem erheblichen Einkommensverlust. Auch die Kosten für alternative Krebstherapien (Immuntherapie, Gentherapie, Misteltherapie etc.) sind oft höher als gedacht, da sie in der Regel nicht von den gesetzlichen Krankenkassen übernommen werden.

### Assistance-Leistungen
Manche Krebsversicherungen enthalten Assistance-Leistungen, um den Betroffenen schnell Hilfe zu bieten. Diese bestehen in der Regel sowohl aus medizinischer als auch psychologischer Betreuung. Die Unterstützung wird angeboten, da eine Krebserkrankung neben den körperlichen Einschränkungen auch seelische Implikationen hat.

## Abgrenzung zu ähnlichen Versicherungen
Die Krebsversicherung ist ein zielgerichtetes Versicherungsprodukt, das sich genau in einem Fall auszahlt, bei einer Krebserkrankung.

### Risikolebensversicherung
Eine Risikolebensversicherung erbringt im Todesfall der versicherten Person eine Einmalzahlung an den oder die bezugsberechtigte(n) Person(en). Häufig wird die Leistung dazu verwendet, Hinterbliebene, Geschäftspartner oder Darlehen mit größeren Summen finanziell im Todesfall abzusichern. Im Gegensatz zur Krebsversicherung ist der Leistungsauslöser hier (Tod), nicht an eine Krebsdiagnose gekoppelt. Die Risikolebensversicherung hat einen definierten Versicherungsablauf und meist keine Wartezeit ab Versicherungsbeginn.

### Berufsunfähigkeitsversicherung
Eine Berufsunfähigkeitsversicherung leistet in der Regel dann, wenn der zuletzt ausgeübte Beruf auf Grund von z. B. Krankheit voraussichtlich für die nächsten 6 Monate nicht mehr vollständig ausgeübt werden kann. Neben der Krebsdiagnose kann auch noch eine Vielzahl von anderen Erkrankungen/Einschränkungen zur Leistungspflicht des Versicherers führen.

### Sterbegeldversicherung
Eine Sterbegeldversicherung ersetzt die Lücke, die der Wegfall des staatlichen Sterbegelds hinterlassen hat. Im Leistungsfall (Tod) wird das Geld von den Hinterbliebenen üblicherweise für die Kosten der Bestattung verwendet.

### Dread-Disease-Versicherung
Eine Dread-Disease-Versicherung (Schwere-Krankheiten-Versicherung) leistet eine Einmalzahlung bei Eintritt einer schweren Erkrankungen. Dazu zählen neben Krebs weitere Krankheitsbilder wie Herzinfarkt und Schlaganfall. In einigen Ländern ist eine solche Minimaldeckung inklusive Minimalanforderungen an die gedeckten Krebsarten reguliert, welche reine Krebsversicherungen in der Regel nicht erfüllen.